# Марія Чибраріо
Марія Чибраріо (італ. Maria Cibrario, 6 вересня 1905 Генуя, Італія — 16 травня 1992, Павія, Італія) — відомий італійський математик, професор (1947), член Національної академії деї Лінчеї. Автор близько ста наукових робіт, присвячених теорії диференціальних рівнянь в частинних похідних і суміжних питань. Належить до числа найбільш відомих жінок-математиків в світі.
Закінчила Туринський університет в 1927 році. Викладала в університетах Туріна і Павії, а також деякий час — в університетах Кальярі і Модени. Професор математики з 1947 року. 1938 року вийшла заміж за професора математики Сільвіо Чинквіні, після чого носила подвійне прізвище Чинквіні-Чибраріо (італ. Cinquini-Cibrario). Мала трьох дітей: Джузеппе, Вітторію і Карло.
Основні роботи Марії Чибраріо присвячені класифікації лінійних рівнянь в частинних похідних другого порядку змішаного типу, включаючи безліч теорем існування та єдиності розв'язків для таких рівнянь, а також дослідженню систем нелінійних гіперболічних рівнянь. У цій області вона пішла далеко вперед своїх знаменитих попередників — Ф. Трікомі і С. В. Ковалевської.
На її честь В. І. Арнольдом названа одна з нормальних форм диференціальних рівнянь, що не розв'язаних відносно похідної.